# Zaitunia ferghanensis
Espèce
Zaitunia ferghanensis est une espèce d'araignées aranéomorphes de la famille des Filistatidae.

## Distribution
Cette espèce se rencontre au Kirghizistan et en Ouzbékistan dans la province de Ferghana,.

## Description
Le mâle holotype mesure 3,14 mm et la femelle paratype 4,11 mm.

## Étymologie
Son nom d'espèce, composé de ferghan[a] et du suffixe latin -ensis, « qui vit dans, qui habite », lui a été donné en référence au lieu de sa découverte, la vallée de Ferghana.

## Publication originale
- Zonstein & Marusik, 2016 : A revision of the spider genus Zaitunia (Araneae, Filistatidae). European Journal of Taxonomy, vol. 214, p. 1-97 (texte intégral).